# Segesta (métro de Milan)
Pour les articles homonymes, voir Segesta (homonymie).
Segesta est une station de la ligne 5 du métro de Milan. Elle est située à Milan en Italie.

## Situation sur le réseau

Plan du métro (2021)

Établie en souterrain, Segesta est une station de passage de la ligne 5 du métro de Milan. Elle est située entre la station Lotto, en direction du terminus nord Bignami, et la station San Siro Ippodromo, en direction du terminus ouest San Siro Stadio.
Elle dispose des deux voies de la ligne, encadrées par deux quais latéraux.

## Histoire
La station Segesta est mise en service le 29 avril 2015, lors de la mise en service de la section de Garibaldi FS à San Siro Stadio.